# Подлесные Шигали
Подле́сные Шига́ли (чув. Вӑрманхӗрри Шӑхаль) — деревня в Батыревском районе Чувашской Республики. Входит в состав Норваш-Шигалинского сельского поселения.

## География
Находится в юго-восточной части Чувашии на расстоянии приблизительно 10 км на юго-запад по прямой от районного центра села Батырево.

## История
Упоминается с 1671 года. Основана переселенцами из деревни Шигали Свияжского уезда (ныне село Шигали). В 1723 году учтено 34 двора, в 1795 — 35 дворов и 219 жителей, в 1869 314 жителей, в 1926 году — 158 дворов, 805 жителей, в 1939 году 995 жителей, в 1979 году 912. В 2002 году 221 двор, в 2010 году — 196 домохозяйств. В годы коллективизации образован был колхоз «Осоавиахим 1», в 2010 году работал СХПК «Труд».

## Население
Население составляло 642 человек (чуваши 99 %) в 2002 году, 610 в 2010.